# Come On (The Jesus and Mary Chain)
Come On è un singolo del gruppo musicale britannico The Jesus and Mary Chain, pubblicato il 10 ottobre 1994 come secondo e ultimo estratto dall'album Stoned & Dethroned.
Raggiunse il n° 52 della classifica britannica.

## Tracce
Testi e musiche di J. Reid, eccetto ove indicato.

### 7" (ed. limitata)
Lato A
1. Come On - 3:16

Lato B
1. I'm In With The Out Crowd - 2:35

### 12" e CD1
1. Come On - 3:16
2. New York City - 1:57 (W. Reid)
3. Taking It Away - 2:11 (Ben Lurie)
4. I'm In With The Out Crowd - 2:35

### CD2
1. Come On - 3:16
2. Ghost of a Smile - 2:54 (MacGowan)
3. Alphabet Street - 2:17 (Prince)
4. New Kind Of Kick (Live)- 2:49 (Lux Interior, Wallace)

## Formazione
- Jim Reid - voce, chitarra
- William Reid - chitarra
- Steve Monti - batteria